# Bachorza (województwo warmińsko-mazurskie)
Bachorza (niem. Wiesenthal) – osada mazurska w Polsce położona w województwie warmińsko-mazurskim, w powiecie giżyckim, w gminie Ryn, w sołectwie Tros, w pobliżu drogi krajowej nr 59.
W latach 1975–1998 miejscowość należała administracyjnie do województwa suwalskiego.